# Illyés Gyula romániai kapcsolatai
Illyés Gyula romániai kapcsolatai – a költő (1902–1983) bécsi és párizsi emigrációs éveiben kezdődtek: innen kapcsolódott be Szántó György aradi Periszkopjába 1925 júniusában, nemcsak verssel (Kronstadti pályaudvar), hanem a szürrealizmusról szóló tanulmányával is.

## A két világháború közt
Korai szereplése Gaál Gábor Korunkjában is forradalmi múltjához kapcsolódik: 1928-ban A köztársaság jövője címen ismertetett francia cikkgyűjteményből a kommunisták véleményét hiányolta; Vallási újjáéledés (1929) címmel tanulmányt közölt a materializmus társadalmi feltételezettségéről; méltatta Berda József (A líra él, 1930) és a kommunista emigráns Hidas Antal verseit (Egy proletár-költő, 1930).
Első verseskötetéről, az új hangot hozó Nehéz földről (1928) nemcsak a Nyugat (Németh László) írt elismeréssel, hanem a Korunk is: Gaál Gábor cikke csupa lelkes felkiáltójel, a költőt Berzsenyi–Vörösmarty–Ady vonulatba állítja, s versei között néhány olyat talál, mely „az idő kapuira való”; egyértelmű végkövetkeztetése is: „Ma ez a költő!” E véleményének megfelelően, amikor először közöl verset a Korunkban, 1932 decemberében József Attila Invokáció c. verse mellett Illyés Hősökről beszélek c. elbeszélő költeményét választja nyitányul; ez a nyílt kihívás, harchirdetés a Korunk kiadásában önálló füzetben is megjelent (1933). Illyés az Erdélyi Helikonnak is munkatársa: 1930 januárjában Kuncz Aladár szólaltatta meg a Fiatal magyarok ankétban, 1932 és 1934 között pedig tizenegy verse jelent meg a folyóiratban, köztük olyan jelentős mű, mint a Nem szabadulhatsz, amely a népből jött értelmiségi feloldhatatlan elkötelezettségének kulcsverse (végleges címe: Nem menekülhetsz).
Az 1936-ban megjelent Puszták népe, a 20. századi magyar prózának egyik alapműve, amely azóta is a szociográfiai hűségű valóságláttatás és a szépirodalmi ábrázolás kitűnő ötvözetének példája, tagadhatatlanul hatással volt a romániai magyar irodalomra (1957-ben románul is kiadták Emil Giurgiuca fordításában). Megjelenésekor a Korunk szerkesztője – Féja Géza, Veres Péter és Remenyik Zsigmond hasonlóan önéletrajzi-vallomásos műveivel együtt – a korabeli törekvésekkel, így a Dimitrie Gusti-féle román szociológiai iskolával vetette össze (Korunk 1937/5). Hasonló visszhangot váltott ki Illyés Petőfi c. könyvméretű költői esszéje is (1937/4).

## A 2. világháború alatt
Mint a Nyugat társszerkesztője Babits mellett, majd mesterének halála után a Magyar Csillag szerkesztője 1944 áprilisáig, a német megszállásig, Illyés rendszeresen közölte Erdélyből Asztalos István, Bartalis János, Jékely Zoltán, Nagy István, Tamási Áron írásait, de szerepelt hasábjain Horváth István, Létay Lajos, Szemlér Ferenc és Szentimrei Jenő is. A román–magyar kapcsolatokat szolgálta 1946 és 1948 között mint a Válasznak, a népi írók folyóiratának szerkesztője.

## A 2. világháború után
Versei, prózai és drámai alkotásai, esszéi közül jó néhány romániai kiadásban is megjelent középiskolai tankönyvekben, antológiákban (Föld, csillag I. 1970; Nagy tél után, 1974) és önálló kötetekben: Honfoglalók között. Riportsorozat a dunántúli földosztásról (Kolozsvár, 1945); Illyés Gyula legszebb versei (1966); Világszerzés (versek, 1969); Puszták népe (1972); Petőfi Sándor (1972); Fáklyaláng (színmű, 1973). Ez a Fáklyaláng Kovács Györggyel a főszerepben a marosvásárhelyi Székely Színház egyik legnagyobb sikere volt az 1950-es években; a Kegyenc Kolozsvárt 1969-ben került bemutatásra, s a Dupla vagy semmi a sepsiszentgyörgyi Állami Magyar Színház előadásában (1975) váltott ki országos elismerést.
Mint műfordító, Illyés a világirodalom számos remekét ültette át magyarra, köztük van a legismertebb román népballada, a Mioriţa (Bárányka), a Korbea c. betyárballada, George Coşbuc és Tudor Arghezi több költeménye (például a Testamentum). Egyik román fordítója, Anatol E. Baconski Illyés népiségét Tudor Argheziével és Jeszenyinével rokonította. Verseinek román nyelvű kötete Szemlér Ferenc válogatásában Poetul şi porumbelul címmel jelent meg Constantin Olariu fordításában (1977).
Születésének 70. évfordulóján román és romániai magyar írók közösen vonultak fel a költő üdvözlésére; az Igaz Szó 1972/10-es számában ez alkalomból megjelent méltatásokat és megemlékezéseket Virgil Teodorescu üdvözlete nyitotta meg; Sütő András, Lászlóffy Aladár, Veronica Porumbacu, Szemlér Ferenc, Deák Tamás, Panek Zoltán, Aurel Rău, Jordáky Lajos, Romulus Guga, Constantin Olariu és László Gerő írásai mellett Tamási Áron egy kéziratban megmaradt naplórészlete is (Illyés Gyulával Erdélyben) szerepelt.
A költő születésének 80. évfordulója alkalmából jelent meg Izsák József Illyés-monográfiájának első része Illyés Gyula költői világképe címmel (Budapest, 1982).